# Саранский уезд
Саранский уезд — административно-территориальная единица Пензенской губернии, существовавшая в 1780—1928 годах. Уездный город — Саранск.

## Географическое положение
Уезд располагался на севере Пензенской губернии, граничил с Нижегородской и Симбирской губерниями. Площадь уезда составляла в 1897 году 2 947,7 верст² (3 355 км²), в 1926 году — 4 544 км².

## История
Саранский уезд образован в 1651 году, а его территория делилась на 3 стана:
- восточную часть, вдоль сторожевой черты до границы Алатырского уезда, занимал Заинсарский стан;
- южную — Завальный стан;
- северную и северо-западную — Руднинский стан.

К 1719 году, когда была проведена первая подушная перепись населения, число станов в составе Саранского уезда возросло до 5: 

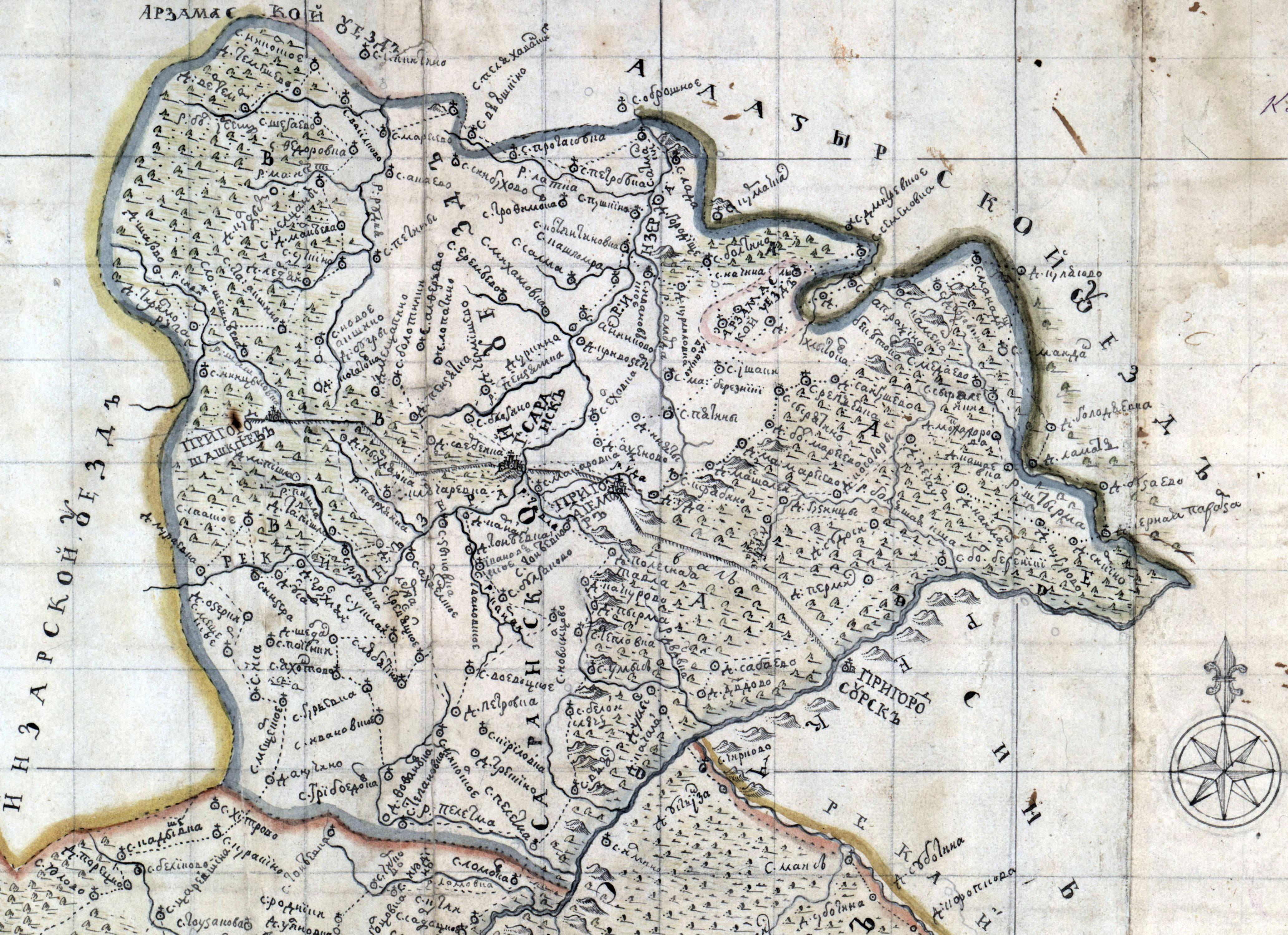
Саранский уезд в первой половине XVIII века

- Акшенский;
- Рудненский;
- Заинзарский;
- Завальный;
- Засурский.Саранский уезд в первой половине XVIII века

### Перемещения
- с 1708 года Саранский уезд вошел в состав Азовской губернии.
- с 1719 года — в составе Казанской губернии.
- с 1780 года вошел в состав Пензенского наместничества.
- с 1797 года передан в Симбирскую губернию.
- с 1801 года в составе Пензенской губернии в результате реформы Екатерины Великой.

В 1918 году из части уезда выделен Рузаевский уезд. В марте 1925 года Рузаевский, Саранский и Инсарский уезды были объединены под названием Рузаевский уезд, в мае уезд переименован в Саранский, а в сентябре Рузаевский уезд вновь выделен в самостоятельную единицу. В 1928 году Саранский уезд был упразднён, на его территории образован Саранский район Мордовского округа Средне-Волжской области. Одновременно город Саранск получил статус города окружного подчинения Мордовского округа Средне-Волжской области.

## Население
По данным переписи 1897 года в уезде проживало 143 130 человек. В том числе русские — 74,1 %, мордва — 17,9 %, татары — 7,9 %. В Саранске проживало 14 584 чел.
По итогам всесоюзной переписи населения 1926 года население уезда составило 251 287 человек, из них городское (Саранск) — 15 431 человек.

## Административное деление
В 1890 году в состав уезда входило 29 волостей:
| № п/п | Волость                  | Волостное правление       | Число селений | Население |
| ----- | ------------------------ | ------------------------- | ------------- | --------- |
| 1     | Архангельско-Голицинская | с. Голицынское            | 5             | 4864      |
| 2     | Атемарская               | с. Атемарское             | 2             | 5243      |
| 3     | Блохинская               | с. Блохинское             | 4             | 1584      |
| 4     | Богородско-Голицинская   | с. Богородско-Голицинское | 8             | 4950      |
| 5     | Больше-Выясская          | с. Больше-Вьясское        | 10            | 7200      |
| 6     | Больше-Ремзенская        | с. Больше-Ремезенское     | 5             | 3766      |
| 7     | Булгаковская             | с. Булгаковское           | 8             | 3248      |
| 8     | Белоключевская           | с. Белоключевское         | 15            | 6811      |
| 9     | Воеводская               | с. Воеводское             | 8             | 5872      |
| 10    | Воротниковская           | с. Воротниковское         | 6             | 1770      |
| 11    | Еремеевская              | с. Еремеево               | 7             | 3420      |
| 12    | Зыковская                | с. Зыковское              | 6             | 3551      |
| 13    | Кочкуровская             | с. Кочкуровское           | 4             | 8882      |
| 14    | Кривозерская             | с. Кривозерское           | 9             | 9603      |
| 15    | Ладская                  | с. Ладское                | 7             | 4027      |
| 16    | Макаровская              | с. Макаровское            | 9             | 6718      |
| 17    | Мокшалеевская            | с. Мокшалей               | 4             | 4719      |
| 18    | Нерлейская               | с. Нерлейское             | 7             | 2511      |
| 19    | Протасовская             | с. Протасовское           | 3             | 2265      |
| 20    | Пушкинская               | с. Пушкинское             | 7             | 3255      |
| 21    | Пятинская                | с. Пятинское              | 8             | 4528      |
| 22    | Ромодановская            | с. Ромодановское          | 10            | 5878      |
| 23    | Салминская               | с. Салминское             | 7             | 5452      |
| 24    | Саловская                | с. Саловское              | 9             | 3245      |
| 25    | Саранская                | г. Саранск                | 6             | 10065     |
| 26    | Скрябинская              | с. Скрябинское            | 5             | 3479      |
| 27    | Тепловская               | с. Тепловское             | 5             | 3459      |
| 28    | Трофимовская             | с. Трофимовщина           | 8             | 4025      |
| 29    | Чуфаровская              | с. Чуфаровское            | 4             | 3146      |

В 1913 году в уезде было 29 волостей: упразднены Воротниковская, Тепловская волости, образованы Лямбирская (с. Лямбирь) и Старо-Турдакская (с. Старые Турдаки) волости.
После 12 ноября 1923 года, когда Президиум ВЦИК утвердил новое административно-территориальное деление губернии, в Саранском уезде насчитывалось 22 волости: Архангельско-Голицинская, Атемарская, Бело-Ключевская (включая селения упразднённой Старо-Турдаковской волости):123, Богородско-Голицынская, Больше-Вьясская, Воеводская, Гартская, Еремеевская, Качкуровская, Ключаревская, Кривозерьевская, Ладская, Лемдяйско-Майданская, Мокшалейская, Ново-Акшинская, Ново-Троицкая, Пензятская, Пятинская, Ромодановская, Саранская, Трофимовщинская, Чирковская:146-148. Больше-Ремезенская, Булгаковская, Говоровская, Зыковская, Кочелайская, Лямбирская, Макаровская, Нерлейская, Протасовская, Пушкинская, Пятинская, Саранско-Посопская, Старо-Турдакская, Тепловская, Чуфаровская волости были упразднены, Скрябинская — переименована в Гартскую:122—125.

## Уроженцы
См.: Родившиеся в Саранском уезде
- Кирпичников, Тимофей Иванович (1892, Дмитровка, Саранский уезд — конец 1917 или начало 1918) — активный участник Февральской революции 1917 года в России, подпрапорщик, инициатор выступления Петроградского гарнизона.
- Серебряков, Пётр Акимович (1920, Эк-Полянки, Саранский уезд, Пензенская губерния — 1985, Малиновка, Томская область) — ветеран и герой Великой Отечественной войны, полный кавалер ордена Славы.
- Филатов, Владимир Петрович (1875, Михайловка, Протасовская волость, Саранский уезд, Пензенская губерния — 1956, Одесса) — советский учёный, офтальмолог, хирург, академик.
- Филатов, Нил Фёдорович (1847, Михайловка, Саранский уезд, Пензенская губерния — 1902, Москва) — русский врач, основатель русской педиатрической школы.

## Уездные предводители дворянства[6]
| Время службы | Фамилия, Имя, Отчество           | Должность/Чин                    |
| ------------ | -------------------------------- | -------------------------------- |
| 1787—1789    | Желтухин Андрей Фёдорович        | Подполковник                     |
| 1790—1792    | Караулов Гавриил Иванович        | Подпоручик                       |
| 1793—1795    | Желтухин Алексей Фёдорович       | Подполковник                     |
| 1796—1799    | Внуков Дмитрий Фёдорович         | Подпоручик                       |
| 1800—1803    |                                  |                                  |
| 1804—1806    | Князь Голицын Борис Васильевич   | Коллежский асессор               |
| 1807—1809    | Столыпин Александр Алексеевич    | Коллежский асессор               |
| 1810—1812    | Безобразов Лаврентий Афанасьевич | Полковник                        |
| 1813—1815    | Борисов Пётр Васильевич          | Гвардии штабс-капитан            |
| 1816—1818    | Ховрин Александр Львович         | Подполковник                     |
| 1819—1821    | Теплов Григорий Васильевич       | Коллежский асессор               |
| 1822—1827    | Желтухин Дмитрий Алексеевич      | Гвардии поручик                  |
| 1828—1830    | Нечаев Андрей Андреевич          | Коллежский советник              |
| 1831—1833    | Татищев Александр Александрович  | Гвардии поручик                  |
| 1834—1842    | Нечаев Андрей Андреевич          | Коллежский советник              |
| 1843—1854    | Обухов Николай Петрович          | Поручик                          |
| 1855—1857    | Чарыков Дмитрий Емельянович      | Штабс-капитан                    |
| 1858—1864    | Обухов Николай Петрович          | Поручик                          |
| 1864—1867    | Чарыков Дмитрий Емельянович      | Гвардии штабс-капитан            |
| 1867—1869    | Кузьмин Николай Кузьминич        | Титулярный советник              |
| 1870—1872    | Инсарский Александр Васильевич   | Штабс-ротмистр                   |
| 1873—1875    | Шувалов Николай Николаевич       | Действительный статский советник |
| 1876-1893    | Обухов Дмитрий Николаевич        | Штабс-ротмистр                   |
| 1894         | Юрлов Георгий Иванович           | Коллежский асессор               |